# Resurrezione (Pietro Lorenzetti)
La Resurrezione è un affresco di Pietro Lorenzetti, facente parte delle Storie della Passione di Cristo nel transetto sinistro della basilica inferiore di San Francesco ad Assisi. Il ciclo è databile al 1310-1319 circa.

## Descrizione e stile
La scena, simmetrica alla Discesa agli Inferi, ha l'insolita forma della semilunetta scavata dalla presenza dell'arcone della cappella di San Giovanni Battista. L'artista risolse con disinvoltura l'eccentricità della forma, mettendo il gruppo del sarcofago con il Cristo trionfante che ne esce e i soldati addormentati tutt'intorno a destra e immaginando un monte che appare a sinistra, percepibile oltre lo spazio pittorico, con l'effetto di dilatare concettualmente la parete. Inoltre, per evidenziare la figura di Cristo senza equivoci, gli mise attorno due gruppi d'angeli che formano una sorta di corona semicircolare, che lo isolano e lo fanno risaltare al tempo stesso. 
La profondità spaziale è suggerita dalla forma del sarcofago e, soprattutto, dal coperchio scostato che ricade sulla sinistra: per non impelagarsi nella costruzione di un equilibrio precario per il pesante coperchio marmoreo, Lorenzetti lo immaginò scivolato su una roccia scheggiata appositamente dipinta. 
Cristo si leva con energia, ponendo saldamente un piede sul bordo del sarcofago, e impugnando il vessillo crociato. Particolarmente arditi sono gli scorci dei soldati addormentati, in particolare quello a sinistra che è completamente abbandonato nel sonno, tanto da incrociare le dita della mano, accavallare le gambe con una posa da contorsionista e lasciare andare la testa indietro scoprendo nella bocca socchiusa la chiostra dei denti bianchissimi. Il soldato all'estrema destra richiama quel gesto abbandonando pure la testa all'indietro. 
Curatissimi i dettagli di costume: dalla scarpette allacciate del soldato a sinistra, alla sella bardata su cui si appoggia, dalle vesti cangianti e bordate d'oro, agli elmi, gli scudi, le else delle spade. In tanta raffinatezza spicca il soldato all'estrema destra, dai tratti più popolareschi e grossolani, abbigliato in maniera più trasandata e sciatta a rappresentare le diverse classi sociali che componevano l'esercito.